# Oxygraphis delavayi
Oxygraphis delavayi là một loài thực vật có hoa trong họ Mao lương. Loài này được Franch. mô tả khoa học đầu tiên năm 1886.